# Thomas Rabe (manager)
Thomas Rabe (6 de agosto de 1965 en Luxemburgo) es un ejecutivo alemán. En 2006 pasó a formar parte del Comité Ejecutivo de Bertelsmann, que preside desde 2012. Bajo su liderazgo, el grupo se ha vuelto más internacional, más digital y más diversificado. Ha incrementado especialmente el negocio en el ámbito de los derechos musicales y de la educación.

## Origen
Rabe nació en Luxemburgo en 1965 y creció en Bruselas. Allí trabajaba su padre desde 1968 como funcionario de la Comunidad Europea del Carbón y el Acero (CECA). Fue a la Escuela Europea y de joven fue bajista de un grupo de punk. Después de la educación secundaria, Rabe estudió Ciencias Económicas en la Universidad Técnica de Aquisgrán, RWTH Aachen, y la Universidad de Colonia hasta 1989. En 1995, el diplomado en Comercio se doctoró con el tema "La liberalización y desregulación de los seguros en el mercado interior de la Unión Europea".
Rabe habla alemán, inglés, francés, holandés y español. Vive entre Gütersloh y Berlín y está casado con una médica.
Es miembro de la asociación estudiantil católica AV Hansea-Berlin zu Köln.

## Trayectoria profesional
Rabe comenzó su carrera profesional trabajando para la Comisión Europea en Bruselas, fue empleado en la Dirección General de Instituciones Financieras y Derecho de Sociedades en 1989. Un año más tarde se marchó con su superior al bufete de abogados Forrester, Norall & Sutton, que hoy pertenece a White & Case. Allí atendió a clientes de la Unión Europea, Estados Unidos y Japón.
En 1991, Rabe fue contratado por la Treuhand (Agencia Fiduciaria) en Berlín. En el ejercicio de su cargo fue responsable, entre otras cosas, de la privatización de activos del Ministerio para la Seguridad del Estado y del Ejército Popular Nacional de la antigua República Democrática Alemana (RDA). En 1993, ascendió a jefe del departamento de Controlling. A continuación, Rabe pasó a ser director de Adquisiciones de la sociedad financiera Beteiligungsgesellschaft Neue Länder de la Asociación Federal de Bancos Alemanes, contribuyendo a la inversión de 400 millones de marcos en empresas de la RDA.
Tras doctorarse, Rabe pasó a trabajar en 1996 como director de la oficina del presidente del Consejo de Administración de la entidad financiera luxemburguesa Cedel International. En ella ocupó diferentes cargos hasta ser nombrado director de finanzas en 1998. Durante los años siguientes se ocupó de la fusión de Cedel International con Deutsche Börse Clearing, para formar Clearstream.

### Bertelsmann
En el año 2000, Rabe pasó a ser consejero delegado de Finanzas de RTL Group. Allí fue responsable de estrategia y del negocio de radiotelevisión luxemburgués. Cinco años después, Bertelsmann lo trasladó a Gütersloh. Rabe fue nombrado consejero delegado de Finanzas el 1 de enero de 2006. Al mismo tiempo, estuvo al mando del Bertelsmann Music Group hasta 2008. Adicionalmente, Rabe negoció, entre otras cosas, el rescate de las participaciones del Groupe Bruxelles Lambert, que evitó la salida a Bolsa de Bertelsmann. Además, el grupo fundó su propio fondo de inversiones, el Bertelsmann Digital Media Investments. Más adelante, Rabe organizó el regreso de Bertelsmann al negocio musical. Su decisión de que Kohlberg Kravis Roberts & Co. participara en BMG Rights Management fue considerada relevante para el desarrollo posterior.
Durante un tiempo se barajó la posibilidad de que Rabe pasara a ser presidente del Consejo de Administración del grupo mediático ProSiebenSat.1 Media y del holding de inversiones Franz Haniel & Cie., pero finalmente permaneció en Bertelsmann.

#### Presidente del Comité Ejecutivo
Después de que Hartmut Ostrowski anunciara su retirada al frente del Consejo de Administración en 2011, Rabe fue elegido para ser su sucesor a partir del 1 de enero de 2012. Con este nombramiento, Bertelsmann inició un cambio de estrategia hacia un mayor crecimiento. Bajo su dirección, Bertelsmann ha aumentado su expansión en Brasil, China e India. Muestra visible de ello ha sido la concentración de estas actividades en el área de negocio Bertelsmann Investments. Además, Rabe ha conseguido la fusión de Penguin Books con Random House lo que ha dado lugar a la mayor editorial de libros del mundo y la compra del resto de participaciones de Gruner + Jahr. Ha convertido el área de educación en un nuevo pilar del negocio, que hoy opera bajo el nombre de Bertelsmann Education Group. Asimismo, concentró las imprentas en el Bertelsmann Printing Group. De este modo, en 2016 habían aumentado a ocho las áreas de negocio.
El contrato de Rabe como presidente del Comité Ejecutivo de Bertelsmann expira en 2021. Supervisa el RTL Group en calidad de presidente y es miembro del Board of Directors de Penguin Random House. Además, Rabe fue presidente del Consejo de Supervisión de Symrise y actualmente es vicepresidente del Consejo de Supervisión de Adidas.